# Rockas vivas
Rockas vivas es el primer álbum en vivo de la banda argentina de rock Miguel Mateos/ZAS, editado en el año 1985 por el sello discográfico Sazam/Music Hall.

## Detalles
El álbum fue grabado en vivo en 5 funciones en el famoso Teatro Coliseo de Buenos Aires en abril de 1985. "Perdiendo el control", que abre el disco, es la única canción grabada en estudio.
Recibió la certificación de disco de diamante por ventas superiores a los 500 mil ejemplares en la Argentina.
En octubre de 2007 la revista Rolling Stone lo posicionó como el mejor álbum en vivo del rock argentino.

## Lista de canciones
1. Perdiendo el control (6:02)
2. Solo una noche más (4:40)
3. Va por vos, para vos (7:32)
4. Tirá para arriba (7:02)
5. Un poco de satisfacción (3:54)
6. Extra, extra (3:56)
7. Un gato en la ciudad (4:22)
8. En la cocina (Huevos) (4:39)
9. Un mundo feliz (4:34)

## Músicos
- Miguel Mateos: Voz principal, coros, sintetizador, piano eléctrico y guitarra rítmica.
- Eduardo Sanz: Guitarra principal y coros
- Raul Chevalier: Bajo y coros.
- Alejandro Mateos: Batería híbrida (acústica y electronica), caja de ritmos y coros.

Miembros adicionales
- Julio lala: Sintetizadores y secuenciador.
- Oscar Kreimer: Saxofón.